# Pasquale Acquaviva d'Aragona
Pasquale Acquaviva d'Aragona (Napoli, 3 novembre 1718 – Roma, 29 febbraio 1788) è stato un cardinale italiano.

## Biografia
Ultimo cardinale della famiglia Acquaviva, fu anche l'unico appartenente al ramo dei duchi di Nardò e conti di Conversano. Gli altri cardinali della famiglia furono Giovanni Vincenzo (nominato nel 1542), Giulio (1570), Ottavio senior (1591), Ottavio junior (1654), Francesco (1706) e Troiano (1732).
Pasquale Acquaviva d'Aragona fu cavaliere dell'Ordine di Malta. A partire dal 1739, esercitò numerose funzioni nella Curia romana, specie riguardo alla Camera apostolica. Fu inoltre vice-legato pontificio ad Avignone dal 1744 al 1754 e presidente d'Urbino nel 1766.
Papa Clemente XIV lo creò cardinale in pectore nel concistoro del 12 dicembre 1770.
Partecipò al conclave del 1774-1775 che elesse Pio VI.

## Ascendenza
|                                                      |                                                  |                                                          | Genitori                                             |  |  | Nonni |  |  | Bisnonni                                    |  |  | Trisnonni                                             |  |
|                                                      |                                                  |                                                          |                                                      |  |  |       |  |  | Cosimo Acquaviva d'Aragona, IV duca di Noci |  |  | Giangirolamo II Acquaviva d'Aragona, III duca di Noci |  |
|                                                      |                                                  |                                                          |                                                      |  |  |       |  |  | Cosimo Acquaviva d'Aragona, IV duca di Noci |  |  | Giangirolamo II Acquaviva d'Aragona, III duca di Noci |  |
|                                                      |                                                  | Isabella Filomarino                                      |                                                      |  |  |       |  |  | Cosimo Acquaviva d'Aragona, IV duca di Noci |  |  |                                                       |  |
| Giulio Antonio Acquaviva d'Aragona, VI duca di Noci  |                                                  |                                                          |                                                      |  |  |       |  |  | Cosimo Acquaviva d'Aragona, IV duca di Noci |  |  |                                                       |  |
|                                                      |                                                  | Maria Caterina di Capua                                  | Giovanni Fabrizio di Capua, II principe della Riccia |  |  |       |  |  |                                             |  |  |                                                       |  |
|                                                      |                                                  | Maria Caterina di Capua                                  | Giovanni Fabrizio di Capua, II principe della Riccia |  |  |       |  |  |                                             |  |  |                                                       |  |
|                                                      |                                                  | Maria Caterina di Capua                                  | Margherita Ruffo                                     |  |  |       |  |  |                                             |  |  |                                                       |  |
| Giulio Antonio Acquaviva d'Aragona, VII duca di Noci |                                                  | Maria Caterina di Capua                                  |                                                      |  |  |       |  |  |                                             |  |  |                                                       |  |
|                                                      |                                                  | Giosia III Acquaviva d'Aragona, XIV duca di Atri         | Francesco Acquaviva d'Aragona, XIII duca di Atri     |  |  |       |  |  |                                             |  |  |                                                       |  |
|                                                      |                                                  | Giosia III Acquaviva d'Aragona, XIV duca di Atri         | Francesco Acquaviva d'Aragona, XIII duca di Atri     |  |  |       |  |  |                                             |  |  |                                                       |  |
|                                                      |                                                  | Giosia III Acquaviva d'Aragona, XIV duca di Atri         | Anna Conclubet                                       |  |  |       |  |  |                                             |  |  |                                                       |  |
| Dorotea Acquaviva d'Aragona                          |                                                  | Giosia III Acquaviva d'Aragona, XIV duca di Atri         |                                                      |  |  |       |  |  |                                             |  |  |                                                       |  |
|                                                      |                                                  | Francesca Caracciolo                                     | Giuseppe Caracciolo, I principe di Torella           |  |  |       |  |  |                                             |  |  |                                                       |  |
|                                                      |                                                  | Francesca Caracciolo                                     | Giuseppe Caracciolo, I principe di Torella           |  |  |       |  |  |                                             |  |  |                                                       |  |
|                                                      |                                                  | Francesca Caracciolo                                     | Costanza di Capua                                    |  |  |       |  |  |                                             |  |  |                                                       |  |
| Pasquale Acquaviva d'Aragona                         |                                                  | Francesca Caracciolo                                     |                                                      |  |  |       |  |  |                                             |  |  |                                                       |  |
|                                                      | Giovanni Vincenzo Spinelli, V principe di Tarsia | Carlo Spinelli, IV principe di Tarsia                    |                                                      |  |  |       |  |  |                                             |  |  |                                                       |  |
|                                                      | Giovanni Vincenzo Spinelli, V principe di Tarsia | Carlo Spinelli, IV principe di Tarsia                    |                                                      |  |  |       |  |  |                                             |  |  |                                                       |  |
|                                                      | Giovanni Vincenzo Spinelli, V principe di Tarsia | Caterina Spinelli                                        |                                                      |  |  |       |  |  |                                             |  |  |                                                       |  |
| Carlo Francesco Spinelli, VI principe di Tarsia      | Giovanni Vincenzo Spinelli, V principe di Tarsia |                                                          |                                                      |  |  |       |  |  |                                             |  |  |                                                       |  |
|                                                      |                                                  | Angela Spinelli, V principessa di Oliveto                | Troiano II Spinelli, IV principe di Oliveto          |  |  |       |  |  |                                             |  |  |                                                       |  |
|                                                      |                                                  | Angela Spinelli, V principessa di Oliveto                | Troiano II Spinelli, IV principe di Oliveto          |  |  |       |  |  |                                             |  |  |                                                       |  |
|                                                      |                                                  | Angela Spinelli, V principessa di Oliveto                | Maria de Cardenas                                    |  |  |       |  |  |                                             |  |  |                                                       |  |
| Maria Teresa Spinelli                                |                                                  | Angela Spinelli, V principessa di Oliveto                |                                                      |  |  |       |  |  |                                             |  |  |                                                       |  |
|                                                      |                                                  | Tommaso Francesco Spinelli, I principe di Sant'Arcangelo | Giovanni Battista Spinelli, IV marchese di Fuscaldo  |  |  |       |  |  |                                             |  |  |                                                       |  |
|                                                      |                                                  | Tommaso Francesco Spinelli, I principe di Sant'Arcangelo | Giovanni Battista Spinelli, IV marchese di Fuscaldo  |  |  |       |  |  |                                             |  |  |                                                       |  |
|                                                      |                                                  | Tommaso Francesco Spinelli, I principe di Sant'Arcangelo | Giulia Carafa                                        |  |  |       |  |  |                                             |  |  |                                                       |  |
| Giulia Spinelli                                      |                                                  | Tommaso Francesco Spinelli, I principe di Sant'Arcangelo |                                                      |  |  |       |  |  |                                             |  |  |                                                       |  |
|                                                      |                                                  | Silvia Barrile                                           | …                                                    |  |  |       |  |  |                                             |  |  |                                                       |  |
|                                                      |                                                  | Silvia Barrile                                           | …                                                    |  |  |       |  |  |                                             |  |  |                                                       |  |
|                                                      |                                                  | Silvia Barrile                                           | …                                                    |  |  |       |  |  |                                             |  |  |                                                       |  |
|                                                      |                                                  | Silvia Barrile                                           |                                                      |  |  |       |  |  |                                             |  |  |                                                       |  |